# Jeffrey A. Larsen
Jeffrey A. Larsen, född 1967, en amerikansk astronom. Han deltar i Spacewatch projektet.
År 2000 återupptäckte han asteroiden 719 Albert.
Minor Planet Center listar honom som J. A. Larsen och som upptäckare av 2 asteroider. Han har även upptäckt flera kometer.
Asteroiden 7657 Jefflarsen är uppkallad efter honom.

## Lista över upptäckta kometer
| 200P/Larsen        | 3 november 1997 |
| 264P/Larsen        | 22 april 2004   |
| 280P/Larsen        | 19 april 2004   |
| C/1998 M3 (Larsen) | 1998            |
| C/2004 C1 (Larsen) | 2004            |

## Lista över upptäckta mindre planeter och asteroider
| (33340) 1998 VG44 [A][B]                                       | 14 november 1998 |
| 174567 Varda                                                   | 21 juni 2003     |
| Upptäckt tillsammans med: A Nichole M. Danzl B Arianna Gleason |                  |